# Smith's Wood
Smith's Wood är en civil parish i Storbritannien.   Den ligger i distriktet Solihull i grevskapet West Midlands i riksdelen England, i den södra delen av landet, 160 km nordväst om huvudstaden London.